# Hansgrohe
Hansgrohe SE — німецька компанія, виробник рішень для душа і змішувачі для ванної кімнати та кухні. Заснована у 1901 році Гансом Грое. Головний офіс розташовується у Шильтаху в землі Баден-Вюртемберг.
Hansgrohe виробляє і випускає продукцію під двома брендами: «hansgrohe» — інноваційні продукти для ванної кімнати та кухні, в тому числі змішувачі, душі, системи зливу і аксесуари; «Axor» — дизайнерські колекції змішувачів і аксесуарів для ексклюзивної ванної кімнати.
Кількість працівників складає 4 962 чоловік.
Продукція компанії відома в Західній і Східній Європі та США. Висока якість та довговічність  дозволяють компанії  розвиватися більше 100 років. За цей час було продано більш ніж 2500 патентів. Важливі винаходи hansgrohe включають в себе: автоматичний набір для зливу та переливу (1934 р.), душову штангу (1953 р.), душ з регулюючим розпилюванням (1968 р.), кухонний змішувач з висувним носиком (Ausziehauslauf) (1984 р.), а також такі винаходи, як аератор для додавання повітря (2004 р.), активація / де активація потоку води натисканням кнопки (2011 р.). На зарубіжних ринках, власну продукцію компанія розповсюджує за допомогою дилерів.